# Paratrigona uwa
Paratrigona uwa är en biart som beskrevs av Gonzalez och Vélez 2007. Paratrigona uwa ingår i släktet Paratrigona och familjen långtungebin. Inga underarter finns listade i Catalogue of Life.